# Sant Martí de Bescaran
Sant Martí de Bescaran és una església del municipi de les Valls de Valira (Alt Urgell) protegida com a bé cultural d'interès local.

## Descripció
Edifici religiós situat enmig de la caseria. Consta d'una nau coberta amb volta de canó i capelles laterals. És una construcció moderna feta de manera rústega, amb pedres disposades de manera irregular. Al costat de la porta, que s'obre al frontis, hi ha la data 1841; potser correspon a una reconstrucció de l'edifici.
El campanar, al qual s'hi accedeix des de la nau, és adossat al sector SE. És de torre amb tres pisos d'alçada; l'últim té quatre finestres.